# Agrodiaetus sibirica
Agrodiaetus sibirica är en fjärilsart som beskrevs av Otto Staudinger 1899. Agrodiaetus sibirica ingår i släktet Agrodiaetus och familjen juvelvingar. Inga underarter finns listade i Catalogue of Life.